# Никола Мечев
Никола Петров Мечев, наречен хайдут Никола, е български хайдутин, революционер и войвода на Вътрешната македоно-одринска революционна организация.

## Биография
Никола Мечев е роден през 1869 година в село Тешово, Неврокопско. Присъединява се като четник към хайдушките чети на Коста Кукето, Ангел Кафеджията и Тодор Паласкаря из Южен Пирин и Алиботуш. По-късно се присъединява към ВМОРО и влиза в четата на Атанас Тешовалията. След Младотурската революция от юли 1908 година продължава да е преследван от османските власти, заради което се изселва в България и живее в Бяла Слатина. Умира през 1938 година.